# Чернухін Іван Хомич
Іван Хомич Чернухін (11 січня 1913, с. Погорєловка, Курська губернія — 13 травня 1984, Ворошиловград) — помічник командира взводу 60-го гвардійського кавалерійського полку 16-ї гвардійської Чернігівської кавалерійської дивізії, сформованої в грудні 1941 року в місті Уфі, як 112-а Башкирська кавалерійська дивізія, 7-го гвардійського кавалерійського корпусу 1-го Білоруського фронту, гвардії старшина.

## Біографія
Народився 11 січня 1913 року в селі Погорєловка (нині село, центр Погорєловського сільського поселення, Корочанський район, Бєлгородська область) в селянській родині. Росіянин. Член КПРС з 1967 року. Освіта початкова. Працював у колгоспі.
У Червоній армії з 1942 року. У діючій армії з грудня 1942 року. Помічник командира взводу 60-го гвардійського кавалерійського полку гвардії старшина Іван Чернухін, діючи в головному дозорі 18 січня 1945 року, першим переправився вбрід через річку Піліца, прорвався через траншеї противника і, просуваючись вперед, захопив перехрестя доріг в польське місто Томашув.
Указом Президії Верховної Ради СРСР від 6 квітня 1945 року за зразкове виконання бойового завдання командування в боротьбі з німецько-фашистськими загарбниками і проявлені при цьому мужність і героїзм, гвардії старшині Чернухіну Івану Хомичу присвоєно звання Героя Радянського Союзу з врученням ордена Леніна і медалі «Золота Зірка».
Після війни демобілізований. Жив і працював у місті Ворошиловград. Помер 13 травня 1984 року. Похований в Луганську.

## Нагороди
Нагороджений орденами Леніна, Вітчизняної війни 2-го ступеня, двома орденами Червоної Зірки, медалями.

## Пам'ять
- Ім'я І.Х. Чернухіна викарбувано золотими літерами на меморіальних дошках разом з іменами всіх 78-й Героїв Радянського Союзу 112-ї Башкирської кавалерійської дивізії, встановлених у Національному музеї Республіки Башкортостан і в Музеї 112-ї Башкирської кавалерійської дивізії.
- У селищі міського типу Прохорівка Бєлгородської області на Алеї Героїв встановлено його бюст.